# Monts Ukaguru
Les monts Ukaguru sont un massif  montagneux de Tanzanie, ils sont situés à 20 km au sud-ouest des monts Nguru, ils culminent à 2 250 m d'altitude.